# Eudromia elegans

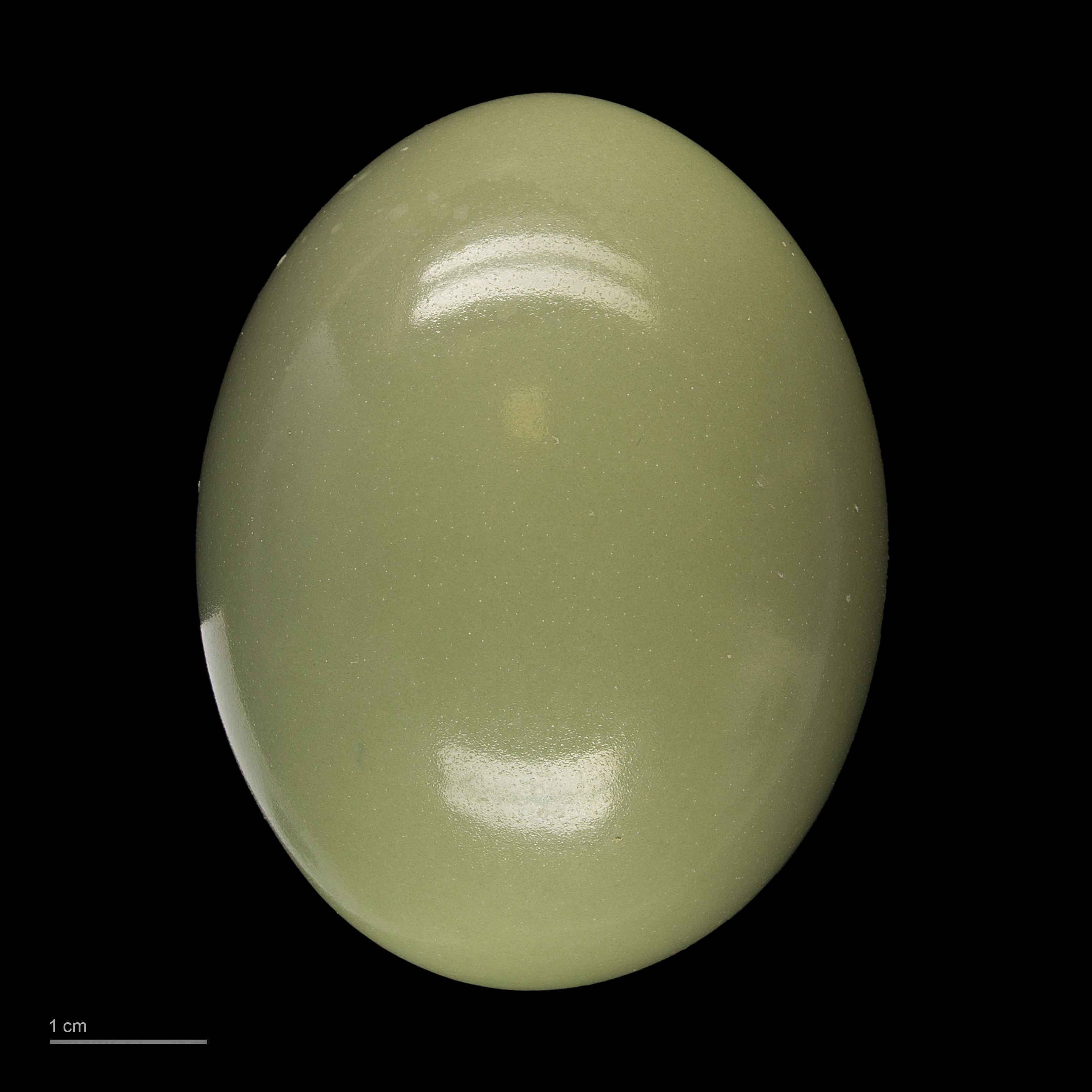
Eudromia elegans

La martinetta dal ciuffo (Eudromia elegans I. Geoffroy Saint-Hilaire, 1832) è un uccello della famiglia dei Tinamidi.

## Distribuzione e habitat
La specie è presente in Argentina, Bolivia e Cile.

## Sistematica
Sono note le seguenti sottospecie:
- Eudromia elegans albida (Wetmore, 1921) - diffusa in Argentina centro-occidentale
- Eudromia elegans devia Conover, 1950 - diffusa in Argentina sud-occidentale
- Eudromia elegans elegans Geoffroy Saint-Hilaire, 1832 - diffusa in Argentina centro-meridionale
- Eudromia elegans intermedia (Dabbene & Lillo, 1913) - diffusa in Argentina nord-occidentale
- Eudromia elegans magnistriata Olrog, 1959 - diffusa in Argentina centro-settentrionale
- Eudromia elegans multiguttata Conover, 1950 - diffusa in Argentina centro-orientale
- Eudromia elegans numida Banks, 1977 - diffusa in Argentina centrale
- Eudromia elegans patagonica Conover, 1950 - diffusa in Cile meridionale e Argentina meridionale
- Eudromia elegans riojana Olrog, 1959 - diffusa in Argentina centro-occidentale
- Eudromia elegans wetmorei Banks, 1977 - diffusa in Argentina occidentale